# 淝水の戦い
淝水の戦い（ひすいのたたかい）は、中国の五胡十六国時代に、華北の前秦軍と江南の東晋軍とが383年に淝水（現在の安徽省淮南市寿県の南東）で激突した戦い。

## 概要

### 事前の経緯
華北の覇権を握っていた後趙が瓦解した後、氐族を主とする集団が建てた前秦が台頭し、第3代皇帝苻堅が宰相王猛の助けを借りて太和5年（370年）11月に親征して前燕を滅ぼし、太和6年（371年）4月に苻雅と楊安を派遣して前仇池を服属させ、太元元年（376年）8月には姚萇と梁熙らを派遣して前涼を滅ぼし、12月には苻洛と鄧羌を派遣して代を滅ぼし、遼東から中原・涼州などを獲得して華北統一を完成させた。この時が前秦の全盛期であり、社会は安定・繁栄し、人口は2300万前後に達し、高句麗や新羅からは朝貢も行なわれた。
苻堅は非常な理想主義者で、民族的差別を行わないということで、自分達の本拠である関中に東にいた鮮卑を移し、逆に東へ氐族を移すということを行った。また王猛のように氐族以外からも人材を積極的に登用し、枢要な地位に就けていた。苻堅はこのような処置により、領内に於ける氐・鮮卑・匈奴・漢族の民族を融和させ、来るべき南北統一のための戦い、すなわち対東晋戦への前段階にしているつもりであった。しかし、王猛はこのやり方で民族対立が収められたとは思えず、漢人の心情では東晋を本来の宗主国とあがめる者も多く、対東晋戦は危険であるとの見方を持っており、たびたび苻堅に対して南伐を行わないようにとの進言を行った。
華北統一の1年前の寧康3年（375年）、王猛は「晋を攻めないように。鮮卑・羌（前燕から降った慕容垂と羌の姚萇のこと）は仇敵だからいずれ害となる。徐々に力を削って排除してしまうように」と遺言して死去した。また王猛は国家の重要事として東晋とは友好を結ぶようにも提言していた。しかし苻堅はこれに従わなかった。

### 開戦
前秦と東晋の戦いは王猛存命の寧康元年（373年）9月、前秦軍が東晋領であった蜀に侵攻して併呑したことから始まった。
本格的な侵攻は、太元3年（378年）2月に苻堅は庶長子の苻丕に命じて12万の大軍で東晋領の襄陽を攻めさせたことから始まる。当時襄陽は東晋の梁州刺史で南中郎将であった朱序が守備していた。朱序はよく守ったが、太元4年（379年）2月に襄陽は陥落して朱序は捕虜となる。苻堅は朱序を赦して度支尚書（財政担当大臣）としている。その後、苻丕の前秦軍は更に東進して5月には広陵付近にまで迫った。つまり東晋の首都建康にまで迫ったのであるが、これを見て東晋も兗州刺史謝玄の軍勢が反撃して前秦軍はやむなく淮水の北まで押し返された。だがこの戦いにより、前秦は淮水の北と襄陽を手に入れた。
太元5年（380年）、前秦国内で苻洛が龍城で反乱を起こした。この反乱は薊城から中山まで拡大したため、前秦の南下はひとまず沈静化された。

### 東晋の内部事情
東晋では大司馬桓温が寧康元年（373年）に死去すると、兵権は謝安と桓温の末弟の桓沖に委ねられていた。謝安は前秦の勢力拡大、並びに北方や西方に迫る脅威に対抗するため、兄の謝奕の子すなわち甥の謝玄を将軍に任命し、この謝玄の下で劉牢之らを参謀に登用して精強な北府軍を創設した。
とはいえ、兵力は8万ほどであり、前秦軍の半分にも満たなかった。謝玄は出陣する前に謝安を訪ねて軍略を質問したが、謝安は平素と変わることなく落ち着きはらって「考えはある」とだけ述べて具体的に語ろうとはしなかった。そのため謝玄はやむなく引き下がったが、心配なので使者を派遣して質問しても同じ答えであり、謝安が親族や友人を集めて田舎の別荘で楽しんでいるのを聞くとたまらなくなって再び自ら訪ねたが、謝安は別荘をかけての囲碁の手合わせを所望した。謝安の囲碁の腕は謝玄より下だったが、この日は何故か謝玄は勝てなかったという。
また桓沖が建康の守護のために西府軍から3000人の精鋭を割いて派遣してきたが、謝安は西の守りのほうが重要であるとして断った。桓沖は謝安が遊興にふけっているのを聞いて「謝安は廟堂の謀略は持っていようが、戦略にはいかにも素人。大敵が今にも来るというのに、戦の経験のない若者を駆り出して防がせ、自分は呑気に遊んでいる。我々は胡に降参する日が来たらしい」と嘆息した。
史書では謝安がこのような態度をとったのは周囲の朝臣を安堵させ動揺させないためであったとされ、実際に謝安に軍略があったのかどうかに関しては不明とされている。桓沖の援軍を断ったのは、前衛を突破されたら3000の兵力では役に立たず、あえて断ったとされている。

### 前秦の内部事情
太元7年（382年）10月、苻堅は長安の太極殿において東晋討伐を群臣に諮った。皇族では末弟で苻堅の補佐である苻融、少子の苻詵、苻堅が信任する仏僧道安などはいずれも反対した。一族群臣の多くは、「東晋には謝安らの人才が揃っているし、長江の険に守られているので攻撃はたやすくなく、中原平定の後間が無く将兵が疲れている」として時期尚早であるとして反対論を唱えたり、「晋を討つべからずと言う者は忠臣なり」と涙を流して諫言したりした。これに対して苻堅は「朕は大業を継承して20年になんなんとしている。逃げる賊を平らげ、四方はほぼ平定したが、ただ東南の一隅にまだ朕に従わない者がいる」と発言した。
一族・家臣皆が反対する中、慕容垂のみが「弱者が強者に併合されるのは当然の理で、今や陛下の威は海外に伝わり、虎の如き軍兵100万。韓・白（韓信と白起のこと）のごとき勇将が朝廷に満ちています。今主命に従わぬのは米粒のような江南のみ。何を躊躇されることがありましょう」と述べて賛意を示し、苻堅は「朕と共に天下を定める者は、ひとり卿のみ」と大変喜んだという。しかし慕容垂は内心では「主上、甚だ驕気。我が族の中興の業をなすはこの際にあり」と喜んでいた。これで苻堅は南征を決心した。たまりかねた重臣は信任厚い高官を通して苻堅を思いとどまらせようとし、愛妾の張夫人（苻詵の生母）ですらたまりかねて「天の聡明は我が民の聡明による」と『書経』の言葉を引用して諌めたが「軍旅は婦人の預かるべき事ではない」とはねつける有様だった。
これには兵力で圧倒的に優位だったことや苻堅自身の天下統一に対する野望、国境における東晋の現実的脅威などもあったためでもある。

### 淝水の戦い
太元8年（383年）5月、前秦軍南下の情報を聞いた東晋は先んじて行動を起こし、車騎将軍の桓沖に襄陽を、輔国将軍の楊亮に蜀を攻撃させた。前秦はこれを押し留めた。
8月、苻堅は弟の征南将軍苻融・驃騎将軍張蚝・撫軍将軍苻方・衛軍将軍梁成・平南将軍慕容暐・冠軍将軍慕容垂らに25万の軍を預けて先鋒とし、自らは歩兵60万余・騎兵27万と言う大軍を引き連れて長安を出発した。この大軍は3つに分かれ、梁成と王顕は彭城（現在の江蘇省徐州市）から、一隊が蜀・漢中から長江と漢水を下って西から、苻堅と苻融の主力軍が潁水を下って項城（現在の河南省周口市沈丘県）から建康を目指した。
10月、苻融の軍は東晋の首都建康の西北西200kmに位置する寿春を陥落させ、梁成の軍は洛澗（淮水の支流、寿春の東方）で駐屯した。東晋の宰相謝安はこれに対して弟の征討大都督謝石と甥の謝玄に7万の水陸両軍を預けて洛澗を攻撃させ、両名は夜襲をかけて梁成を殺した。
その後、東晋軍は淝水に進み、前秦軍も本隊は項城に置いたまま苻堅が8000騎の護衛と共に寿春に入って先鋒と合流した。両軍は河を挟んで対峙し、苻堅は降伏勧告の使者に朱序を送ったが、朱序は東晋の軍に入ると「前秦の100万の軍が集結してしまうと勝てません。先鋒を挫けば良いでしょう」と謝石達に対して進言した。謝石もこれを受け、東晋軍は勇猛で名高い劉牢之の軍勢に前秦軍の前衛部隊を攻撃させ、勝利した。
この敗戦で苻堅は東晋軍が予想に反して精強であることを悟り、恐れを抱いた。淝水対岸の東晋軍営を望み見た苻堅は「憮然として始めて恐るる色あり」という状態だったといわれ、八公山の草木すら敵兵に見えたとまで言われるほどだった。この時、謝玄が派した使者が苻堅に対して「渡河して戦おうではないか」と誘いをかけ、苻堅もこれに乗った。一部の武将は兵力の優位を生かしての強硬策を主張したが聞き入れられず、苻堅はこの時に自軍を少し引かせることで相手を誘い込み、東晋軍が河を渡りかけたところでこれを撃つという、いわゆる「半渡」を狙うことにした。
前秦軍は予定通りわずかに後退し、それを追って東晋軍が渡河した。ここで反転するはずであったが、兵士達の後退の足は止まらない。兵士達に苻堅の考えた作戦は説明されておらず、しかも前秦軍は異民族や漢人の混成部隊で後退することが退却することと勘違いされたのである。しかも朱序が軍内を走り回り、「負けた、退却だ！」と喧伝して回っていた。後ろから渡河を終えた東晋軍が襲いかかり、前秦軍は総崩れになった。苻堅は流れ矢に当たって負傷するが単騎で逃げた。前秦軍は大混乱になり、軍兵の7割から8割が死傷する大敗となった。主だった者では弟の苻融が戦死した。また、苻堅の雲母車をはじめ、儀服・器械・軍資・珍宝など数えきれない程の物資や10万頭を超える家畜も東晋軍に鹵獲された。苻堅は敗走途中でただ一軍無傷であった慕容垂により保護され、12月に長安に帰還した。
この敗戦の様を史書では「前秦の兵、大いに敗れ、自ら倒れ、下敷きとなって死す者、野をおおい、川をふさぐ。その走る者、風声鶴唳を聞き、みな思えらしく、晋の兵まさに至らんとすと。草行（道の無い所を逃げ走る事）露宿し、かさぬるに飢凍をもってし、死する者十に七、八」とある。なお、風の音、鶴の鳴き声に敵かと驚く敗残の哀れさを風声鶴唳というのは、この戦いから出た故事である。

## 戦後

### 東晋
この戦勝の知らせが届いた時、謝安は客と囲碁を打っていた。この報を聞いた客からどうなったかを聞かれて「小僧たちが賊に勝った」と平然とした振りをしていたが、客が帰った後に部屋の中で小躍りし、下駄の歯をぶつけて折ってしまったが、それに気づかなかったという。この名声を元に、謝安の一族は東晋建国の元勲である琅邪王氏に次ぐ一流の名族と評価された。東晋はしばらくの安定・全盛期を迎えるが、謝安がわずか2年後に死去して安定期は短期間で終焉し、彼の没後に台頭した皇族の司馬道子により東晋は衰退していく。

### 前秦
苻堅は長安に帰還すると、遠征を思いとどまらせようとした張夫人に対して、「われ、また何の面目あってか天下を治めん！」とさめざめ泣いたという。
敗れた前秦はこの敗戦における動揺が激しく、一気に統制力が緩み華北は再び戦乱の時代となる。
慕容垂は弟の慕容徳に苻堅を殺して自立しようと誘われるが、それは出来ないと断り、東の鎮定に出るという名目で、苻堅と途中で分かれた。そして故郷である鄴（旧前燕の首都）に戻り、ここにいた苻堅の庶長子の苻丕と争い、太元9年（384年）に自立して燕王となった。これは後燕と呼ばれる。同じ頃、前秦の北地長史であった慕容泓は華陰で兵を挙げた。
また同時期に関中で挙兵していた弟の慕容沖は苻堅の軍に敗れて逃亡し、慕容泓と合流した。これに対して苻堅は姚萇を派遣するが、慕容泓はこれを破る。更に苻堅に捕らわれていた慕容暐を助けるために長安攻略を目指すが、途中で部下に暗殺される。その後を慕容沖が継ぎ、長安を攻めて苻堅を敗走させ、ここで即位した。これは西燕と呼ばれる。慕容泓に敗れた姚萇は、敗戦の罪で苻堅に誅殺されることを恐れて逃亡し、渭北（渭河の北）で羌族を集めて自立した。これは後秦と呼ばれる。前秦の将軍として西域に遠征していた呂光は、一旦帰ってきたところで淝水の敗戦を聞き、涼州で自立して太元11年（386年）に涼天王を名乗った。これは後涼と呼ばれる。
長安から逃げた後の苻堅は、離反した諸国を鎮定するために派兵するが、敗戦が多くまたこの混乱で長安の経済が破壊されて深刻な食糧不足に陥った。太元10年（385年）5月、西燕の勢力を恐れて苻堅は一族と共に長安から脱出するが、同年7月に姚萇により捕らえられ新平に連行されて禅譲を強要される。しかしこれを断り、首を絞められて殺された（自殺したともいわれる）。その死を聞いた苻丕は河東（黄河が北流する東）で皇帝に即位するが、西燕に大敗し、逃れたところを東晋軍に攻められて殺される。その後、一族は抵抗を続けるが、太元19年（394年）10月に完全に滅ぼされた。
この後、更に西秦や夏などが誕生し、更に混乱は深まるが、太元11年（386年）に拓跋珪（道武帝）により復興された代国が魏（北魏）と名前を変えて勢力を伸ばし、最終的に華北を統一することになる。

## 歴史的周期をめぐる観点
1936年、清華大学の歴史系教授の雷海宗は『時代区分の問題と中国歴史の分期（斷代問題與中國歷史的分期）』という論文で、文化史を基準に中国史を両大周期に分け、この周期の一大分岐点として淝水の戦いを挙げた。雷海宗によれば、第一周期は歴史の当初から淝水の戦いまでであり、純粋の華夏民族が文化を創造し、外来の血統と文化はあまり重要な位置を占めていなかった「古典的中国」の時代であった。第二周期は淝水の戦いが起きた383年から今日（1930年代）に至るまでであり、北方の異民族が中原に侵入し、インドの仏教も浸透したことにより中国文化に大きい影響を与え、異民族と漢族が融合し、インドと中国文化が互いに同化していった「総合的中国」の時代であった。
もし、淝水の戦いで前秦が勝利していたら、中国史の行方は大きく変わった可能性が高かった。当時、江南に残っていた漢族（東晋）の勢力は強固ではなく、現地における漢化の程度も徹底的に進まなかったため、後代の元や清が南下した時期とは状況が違った。故に、江南の微弱な漢族勢力は完全に消滅する危険さえあった。このような展開は東晋の勝利により阻まれ、隋の統一に至るまでの200年間にわたり、従来の中国文化の個性を保ちながら、外来文化も重要な位置を占める余地ができたというのが雷海宗の主張である。